# Генерал в своём лабиринте
Генерал в своём лабиринте (исп. El general en su laberinto) — роман колумбийского писателя Габриэля Гарсиа Маркеса.

## Сюжет романа
Роман рассказывает о последних днях Симона Боливара, лидера борьбы за независимость испанских колоний в Южной Америке. Генерал совершает своё последнее путешествие из Боготы на побережье Колумбии, откуда должен был отправиться в место своего изгнания в Европе.
Последние месяцы жизни Боливара — период, о котором историкам почти ничего не известно. Однако под пером величайшего мастера магического реализма легенда превращается в истину, а истина — в миф. Факты — лишь обрамление для истинного сюжета книги. А вполне реальное «последнее путешествие» престарелого Боливара по реке становится странствием из мира живых в мир посмертный, — странствием по дороге воспоминаний, где генералу предстоит в последний раз свести счёты со всеми, кого он любил или ненавидел в этой жизни…
Этот роман упоминается заглавной героиней — девочкой по имени Аляска Янг — в романе американского писателя Джона Грина «В поисках Аляски», отмеченном в США как «лучшая книга года, написанная для подростков в 2006 году» и переведенном на иностранные языки.

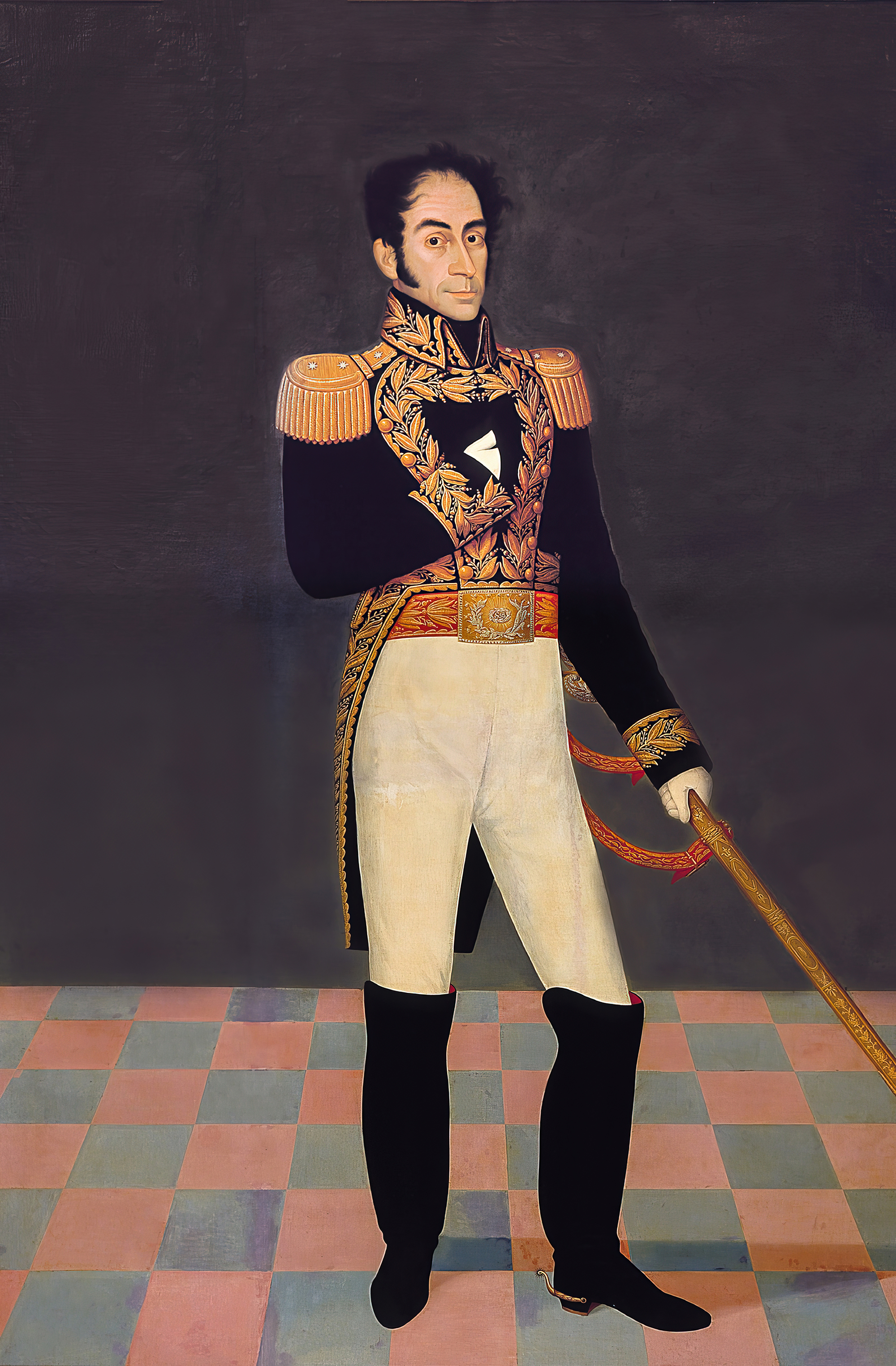